# عقد 770 هـ
عقد 770 هـ هو الفترة بين عام 770 إلى 779 في التقويم الهجري، أي العشر سنوات الثامنة من القرن الثامن الهجري.